# Vampire (Schiff, 1913)
Die Vampire war ein Passagierschiff auf dem Gambia-Strom im westafrikanischen Staat Gambia. Es wurde für einen regelmäßigen Fahrbetrieb längs des Flusses eingesetzt.

## Technische Daten
Das Schiff hatte 72 Bruttoregistertonnen und die Maße 20,42 × 4,11 m. Der Tiefgang des Schiffes war 1,83 m (nach anderer Quelle: 33,53 × 4,15 m). Betrieben wurde es durch zwei Dampfmaschinen.
Das Schiff war 1980 als Motiv auf Briefmarken abgebildet.

## Geschichte
Das Schiff wurde 1913 von der britischen Werft Philip & Co. in Dartmouth als Yard no 421 für die damalige britische Kolonie Gambia gebaut. Der Stapellauf des Schiffes erfolgte am 24. November 1913 und wurde, wahrscheinlich verzögert durch den Ersten Weltkrieg, 1917 in Betrieb genommen. Getauft wurde das Schiff auf dem Namen Vampire.
Bei ihren Fahrbetrieb bewegte es sich auf einer Strecke von 390 Kilometer bzw. 300 Meilen von der gambischen Hauptstadt Bathurst (heutiger Name: Banjul) am Atlantischen Ozean flussaufwärts bis nach Basse Santa Su. Diese Strecke legte es innerhalb rund einer Woche zurück.
Die Vampire war bis 1939 im Einsatz, über das weitere Schicksal des Schiffes ist nichts belegt.